# Campionato del mondo di arrampicata 1991
Il Campionato del mondo di arrampicata 1991 si è tenuto il 2 ottobre 1991 a Francoforte sul Meno, Germania.
È stato in assoluto il primo campionato del mondo della storia dell'arrampicata.

## Specialità lead

### Uomini
| Pos. | Atleta             | Paese    |
| ---- | ------------------ | -------- |
|      | François Legrand   | Francia  |
|      | Yuji Hirayama      | Giappone |
|      | Guido Köstermeyer  | Germania |
| 4    | Pavel Samoiline    | Russia   |
| 5    | Evgeny Ovchinnikov | Russia   |
| 6    | Didier Raboutou    | Francia  |
| 7    | Vladimir Jourkin   | Russia   |
| 8    | Bernabe Fernandez  | Spagna   |
| 9    | Christoph Finkel   | Germania |
| 10   | François Lombard   | Francia  |

### Donne
| Pos. | Atleta                | Paese       |
| ---- | --------------------- | ----------- |
|      | Susi Good             | Svizzera    |
|      | Isabelle Patissier    | Francia     |
|      | Robyn Erbesfield      | Stati Uniti |
| 4    | Nanette Raybaud       | Francia     |
| 5    | Lynn Hill             | Stati Uniti |
| 6    | Natalie Richer        | Francia     |
| 7    | Venera Chereshneva    | Russia      |
| 8    | Isabelle Dorsimond    | Belgio      |
| 9    | Luisa Iovane          | Italia      |
| 10   | Barbara Hirschbichler | Germania    |

## Specialità speed

### Uomini
| Pos. | Atleta              | Paese         |
| ---- | ------------------- | ------------- |
|      | Hans Florine        | Stati Uniti   |
|      | Jacky Godoffe       | Francia       |
|      | Kairat Rakhmetov    | Kazakistan    |
| 4    | Andrzej Marcisz     | Polonia       |
| 5    | Raikhan Galiakbarov | Russia        |
| 5    | Glenn Sutcliffe     | Regno Unito   |
| 7    | Mark Baker          | Australia     |
| 7    | Gregor Jaeger       | Germania      |
| 9    | Seung-Kwon Chung    | Corea del Sud |
| 9    | Stephan Hilgers     | Germania      |
| 9    | Johannes Nathan     | Germania      |
| 9    | Petrov Plamen       | Bulgaria      |
| 9    | Salavat Rakhmetov   | Russia        |
| 9    | Arnould T'Kint      | Belgio        |
| 9    | Oleg Tcherechnev    | Russia        |

### Donne
| Pos. | Atleta                    | Paese       |
| ---- | ------------------------- | ----------- |
|      | Isabelle Dorsimond        | Belgio      |
|      | Agnès Brard               | Francia     |
|      | Venera Chereshneva        | Russia      |
| 4    | Yulia Inozemtseva         | Russia      |
| 5    | Ineke Dijkstra            | Paesi Bassi |
| 5    | Andrea Eisenhut           | Germania    |
| 5    | Irina Kodina              | Russia      |
| 8    | Iwona Gronkiewicz-Marcisz | Polonia     |
| 9    | Felicity Butler           | Regno Unito |
| 10   | Nancy Feagin              | Stati Uniti |